# Ђузепе Габриели
Ђузепе Габриели (итал. Giuseppe Gabrielle; Калтанисета 26.02.1903.- Торино 29.11.1987.) био је аеронаутичар, инжењер, доктор наука, професор и академик. Целог свог радног века бавио се пројектовањем авиона и истраживањем везано за аеронаутику.

## Биографија
Ђузепе Габријели је рођен у Калтанисети Сицилија, оданде је са породицом отишао у раној младости (око седам година) у Торино. Тамо завршава основну и средњу школу а кад је стасао за факултет одлучио се за Машинско-индустријско инжењерство на Техничкој школи у Торину. Студирао је конструкцију авиона на Политехничком институту код професора Панетија. Факултет је завршио и дипломирао 31. јула 1925. и истовремено добио стипендију Фондације Марко Бесо која му је омогућила да настави своје школовање у Немачкој на Техничком универзитету у Ахену код професора Теодора фон Кармана, специјалисте за аеродинамику, код кога је и докторирао, бавећи се проблемом торзије крила. Са проф. Карманом је успоставио пријатељски однос који је трајао све до професорове смрти.

### Радна биографија
У Италију се враћа 1927. године, постао је инструктор конструкције авиона на Политехничком институту у Торину. Исте године постаје асистент Ђованија Пење, тада шефа пројектантског бироа компаније Пиађио у Ђенови. Био је одговоран за развој металних авио конструкција и његов први посао, уједно и први успех је био да произведе металну верзију хидроавиона Савоиа-Маркети S.55 (авион познат по прелету Атлантика Итала Балба). Захваљујући конструкцији од алуминијумске легуре, хидроавион је био лакши за 530 kg од дрвеног оригинала а фактор оптерећења је повећан од 7 на 9. 
Успех младог инжењера је привукао пажњу индустријалца Ђованија Ањелија власника Фиата, па је 1931., понудио Ђузепеу који је тада имао само 28 година, место шефа аутономног ваздухопловног одељења групе Фиат.
Први пројекат који је урадио за Фиат, био је авион Фиат G.2 1932. године, а затим G.5 и G.8 1933-1934., најбржи двомоторни путнички авион тог времена G.18V 1937. године, G.12 1940. године. много коришћен током рата као војни транспортер. Године 1937. направио је први потпуно метални нискокрилни италијански ловац, Фиат G.50 , а 1942. године Фиат G.55 који је био најбржи италијански ловац у Другом светском рату. 
Пројектима школских авиона Фиат G.46 и Фиат G.59, као и путничког авиона Фиат G.212 1947. је буквално оживео производњу ваздухоплова у Фиату. У том периоду постаје и члан управног одбора Фиат групе и интензивно ради на трансферу технологије производње авиона на млазни погон (лиценце:Де Хевиланд Вампир ДХ.100, Амерички F-86К или Локид F-104G).
Заслужан је за развој италијанских авиона на млазни погон Фиат G.80 и Фиат G.82, и створио основу за Фиат G.91 који је, крајем 1950-их, победио на НАТО такмичењу за лаки ловац и постао је стандардни ловац ове транснационалне алијансе. Произведено је око 800 примерака.
Шездесетих година бави се проблемом вертикалног полетања и слетања и у том периоду био је аутор многих патената из ове области. 
Када је основана Аериталиа  1969. године, Ђузепе Габриели је напустио пројектантски биро, али је наставио да управља фирмом Фиат Авиазионе, која је још увек производила авио-моторе. Паралелно са тим представљао је Италију у многим националним и међународним телима: Међународно удружење произвођача аеронаутичке опреме, Краљевско аеронаутичко друштво, Амерички институт за Аеронаутика и астронаутика, Немачко друштво за аеронаутику и астронаутику итд.
Ђузепе Габријели је умро у Торину 29. новембра 1987. године у 84. години живота.

### Пројекти авиона
Ђузепе Габријели је од доласка у Фиат а за Фиат је радио до своје смрти, пројектовао 142 авиона, од којих су 63 направљени прототипови, а 17 их је серијски произведено. Од свих ових авиона, овде се наводе само најзначајнији:
- Фиат G.2 - (1932) тромоторни моноплан путнички
- Фиат G.5 - (1933) једномоторни туристички моноплан
- Фиат G.8 - (1934) једномоторни школски двокрилац
- Фиат G.12 - (1940) тромоторни моноплан транспортни
- Фиат G.18 - (1935) двомоторни моноплан путнички
- Фиат G.46 - (1947) једномоторни школски моноплан
- Фиат G.49 - (1952) једномоторни школски моноплан
- Фиат G.50 - (1937) једномоторни моноплан ловац
- Фиат G.55 - (1942) једномоторни моноплан ловац
- Фиат G.56 - (1944) једномоторни моноплан ловац
- Фиат G.59 - (1948) једномоторни школски моноплан
- Фиат G.80 - (1951) школски млазни авион
- Фиат G.82 - (1954) школски млазни авион
- Фиат-Аериталиа G.91 - (1956) млазни ловац -бомбардер - извиђач
- Аериталиа G.91I - (1966) ловачки авион - бомбардер
- Фиат G.212 - (1947) тромоторни моноплан путничко-транспортни
- Аериталиа G.222 - (1970) двомоторни турбоелисни тактички транспорт

### Образовни и научно истраживачки рад
Од кад је 1927. године постао инструктор конструкције авиона на Политехничком институту у Торину, Ђузепе Габриели није ни једног тренутка напуштао образовну функцију. У периоду кад је радио у Ђенови он је једном недељно путовао за Торино да би одржавао своја предавања. За професора на Политехничком институту постављен је 1949. године и ту дужност обављао до своје 70. године. У пензију је отишао са места шефа катедре за пројектовање авиона Политехничке академије у Торину. Академик је од 15. марта 1972. године. Многим генерацијама инжењера он је преносио своја знања и искуства тако да је тај његов допринос можда значајнији од свих оних авиона које је пројектовао.
У Фијатовом историјском центру у Торину се чува колекција од око 90 дужних метара архивиране документације, заоставштина Габријелија која укључује рукописе, техничке цртеже, пројекте, патенте, преписку, фотографије, учешће на конференцијама и конгресима.